# Prêmio Sócrates
O Prêmio Sócrates é um prêmio de futebol concedido pela France Football para identificar e homenagear ações de solidariedade promovidas por personalidades do futebol.
O nome de Sócrates foi escolhido pela France Football em homenagem ao ídolo do Corinthians Sócrates Brasileiro de Souza em relação a "Democracia Corintiana": em plena ditadura militar no Brasil, nos anos 1980, o Corinthians decidiu submeter ao voto dos jogadores e funcionários todas as decisões do clube.
A honraria é concedida após análise de um júri com participação de Raí, ídolo do São Paulo e campeão mundial com a seleção brasileira em 1994, irmão mais novo de Sócrates.

## Vencedores
| Ano  | Jogador          | Nacionalidade | Clube(s)       | Ref   |
| ---- | ---------------- | ------------- | -------------- | ----- |
| 2022 | Sadio Mané       | Senegal       | Bayern München | [ 2 ] |
| 2023 | Vinícius Júnior  | Brasil        | Real Madrid    | [ 3 ] |
| 2024 | Jennifer Hermoso | Espanha       | Tigres UANL    |       |

#### Prêmios por país
| País    | Jogadores | Prêmios |
| ------- | --------- | ------- |
| Senegal | 1         | 1       |
| Brasil  | 1         | 1       |
| Espanha | 1         | 1       |

#### Prêmios por clube
| Clube          | Jogadores | Prêmios |
| -------------- | --------- | ------- |
| Bayern München | 1         | 1       |
| Real Madrid    | 1         | 1       |
| Tigres UANL    | 1         | 1       |